# Dancing (песня Кайли Миноуг)
«Dancing» — песня австралийской певицы Кайли Миноуг, выпущенная 19 января 2018 года на лейблах BMG и Liberator Music в качестве ведущего сингла её четырнадцатого студийного альбома Golden (2018). В написании композиции, помимо самой Миноуг, принимали участие Стив Макьюэн и Нейтан Чапман, а в продюсировании — Скай Адамс. «Dancing» стала первой работой Миноуг, выпущенной в сотрудничестве с BMG и Liberator после истечения контракта певицы с британским лейблом Parlophone в 2015 году. В музыкальном плане трек отличается от предыдущих песен Миноуг в стиле электронной танцевальной музыки, сочетая в себе мотивы кантри с элементами электронной и танцевальной поп-музыки. В композиции говорится о весёлой и беззаботной жизни, при этом в ней затрагиваются темы смерти и времени.
Композиция получила положительные отзывы критиков, высоко оценивших её продюсирование и текст. После выпуска альбома Golden некоторые рецензенты назвали песню одной из лучших на пластинке. «Dancing» попала в первую двадцатку хит-парадов Испании, Шотландии, Венгрии и Польши. Песня стала 51-м синглом Миноуг, попавшим в топ-40 британского чарта синглов, и 14-м хитом номер один в американском хит-параде танцевальной музыки. Несмотря на то, что композиция провела всего неделю в топ-50 австралийского чарта, ей вскоре был присвоен золотой статус за 35 000 проданных экземпляров.
Режиссёром видеоклипа выступила Софи Мюллер. Вдохновением для видео послужили кантри, вестерн и культура Запада, в том числе работы Долли Партон. Миноуг исполняла композицию во время промотура Kylie Presents Golden и на нескольких концертах и телешоу, включая Ant & Dec's Saturday Night Takeaway, Sport Relief, Echo Music Prize в Германии и фестиваль Radio 2 Live in Hyde Park.

## История создания
В 2016 году Кайли Миноуг выпустила альбом Kylie Christmas: Snow Queen Edition  — переиздание рождественского студийного альбома, выпущенного годом ранее. Эта была последняя пластинка, выпущенная на лейбле Parlophone, с которым Миноуг работала довольно продолжительное время. В период с 2014 по 2017 год певица записывала дуэты с Джорджо Мородером и Фернандо Гарибэйем, а также снималась в кино и в различных телешоу. В феврале 2017 года Миноуг подписала контракт с лейблом BMG Rights Management на выпуск нового альбома. В декабре Миноуг и BMG заключили совместный договор с компанией Liberator Music — подразделением лейбла Mushroom, чтобы осуществить релиз пластинки в Австралии и Новой Зеландии. В течение года Миноуг записывала песни для будущего альбома при поддержке Эми Уодж, Ская Адамса, DJ Fresh и Нэтана Чапмана. Певица также сотрудичала с Ричардом Стэннардом, The Invisible Menи Карен Пул, с которыми работала над предыдущими пластинками. «Dancing» стала одной из песен, написанных в Нэшвилле, который оказал «глубокое» влияние на Миноуг.
«Dancing» — песня длительностью в две минуты и 58 секунд. Многие критики отнесли композицию к стилям «кантри/электропоп». Даниэль Крепс из журнала Rolling Stone высказал мнение, что работа Миноуг над новым материалом в Нэшвилле заметно отразилась на стиле композиции, приведя в пример акустическую гитару и вокальное исполнение певицы в начале песни. Ник Рейли из журнала NME отметил «неожиданный шаг» Миноуг в сторону кантри, но похвалил то, как песня переходит от куплета к «грандиозному поп-припеву». Рецензент Noisey Лорен О’Нил заметила в песне элементы электронной музыки. Журналистка сравнила звучание трека с новыми веяниями в электронной танцевальной музыке и посчитала, что попытка Миноуг оказалась «более успешной», чем других «поп-звёзд». В журнале Spin отметили, что хук композиции наполнен «блестящими клавишными», а также то, что песня построена «на партии акустической гитары, которая граничит с фолком».

## Релиз
Композиция была выпущена 19 января 2018 года на лейблах BMG и Liberator Music как ведущий сингл альбома Golden (2018). Премьера песни состоялась на официальном канале Миноуг в YouTube, где также была представлена обложка сингла. «Dancing» стала первой работой Миноуг, выпущенной в сотрудничестве с BMG и Liberator после истечения контракта певицы с британским лейблом Parlophone в 2015 году. Семидюймовая грампластинка включает в себя би-сайд — песню «Rollin'», которая вошла в несколько делюкс-изданий Golden в качестве бонус-трека. В Австралии и Новой Зеландии в честь ежегодного празднования Марди Гра было выпущено ограниченным тиражом CD-издание сингла, в которое вошла оригинальная альбомная версия песни, и к диску также прилагалась футболка.
С февраля по март 2018 года компания Миноуг Darenote распространяла цифровые ремиксы на композицию, сделанные Initial Talk, Illyus & Barrientos, Антоном Пауэрса и Dimmy. Вскоре, Миноуг объединила все три ремикса в один мини-альбом и выпустила его на своём официальном сайте. Ремикс, сделанный Dimmy, вышел только во Франции. Его премьера состоялась в iTunes. В качестве обложки трека была использована иллюстрация оригинального сингла, — снимок Миноуг с фотосессии к альбому Golden — но цвет изображения был изменён.

## Реакция критиков

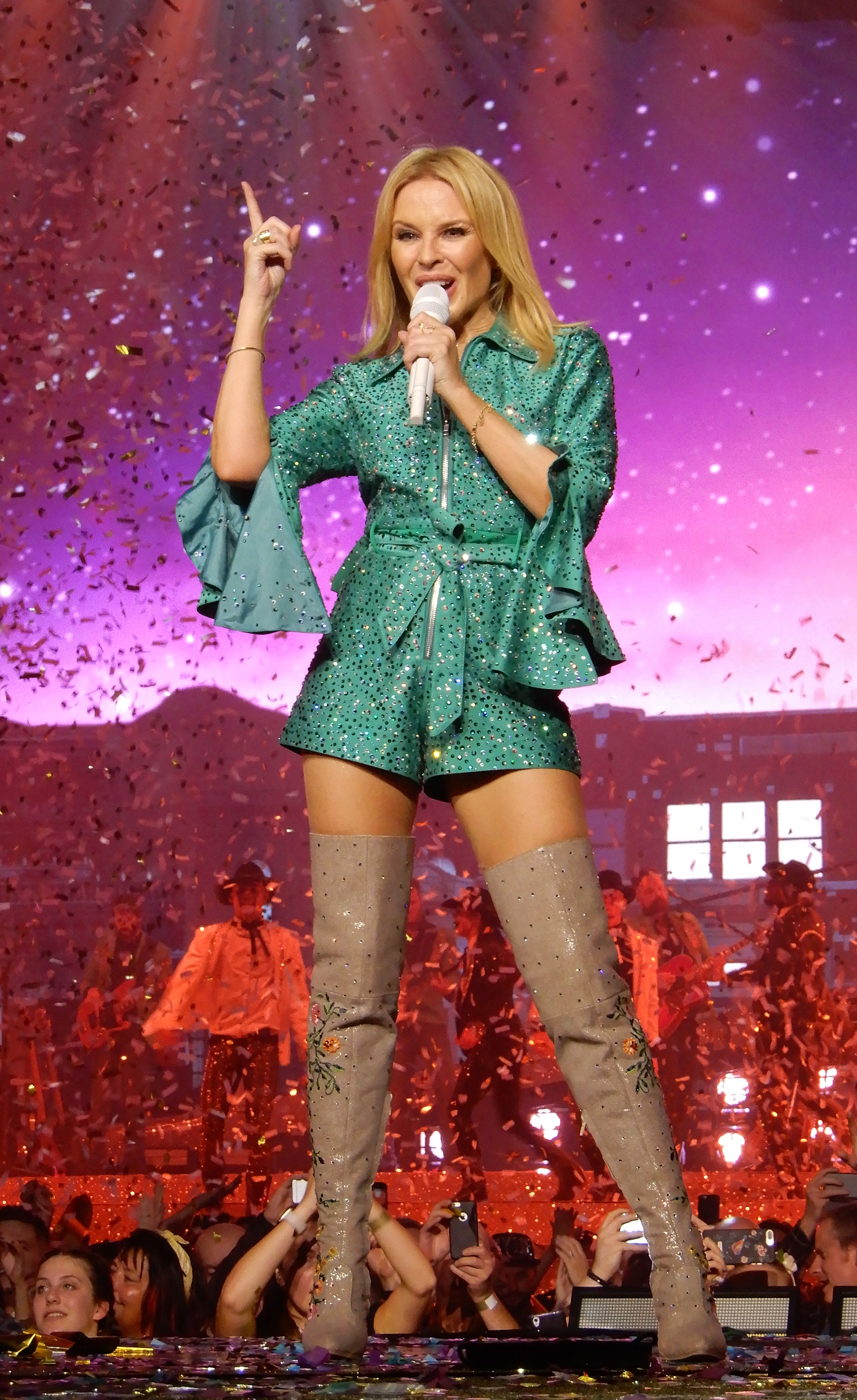
Кайли Миноуг завершает один из концертов в рамках тура Golden Tour исполнением песни «Dancing».

Сингл получил положительные отзывы критиков. Джоуи Нолфи из Entertainment Weekly высоко оценил возвращение Миноуг к написанию песен. Рецензент высказал мнение, что «Dancing», вероятно, не удостоится широкой ротации, но выделил текст композиции, который с одной стороны «призывает повеселиться», а с другой напоминает о том, что нужно «жить полной жизнью, пока не поздно». Сэм Дамшенас из журнала Gay Times назвал песню запоминающимся «кантри-поп-хитом», который может в будущем стать классикой в дискографии певицы. Мэтт Бэгвелл из The Huffington Post отозвался о песне, как об «удивляющей», похвалив её за более глубокий, чем обычно, смысл. Дэниел Крепс из журнала Rolling Stone назвал песню «эйфорической», а Майк Васс с сайта idolator охарактеризовал сингл как «милый» кантри-поп с «прилипчивым» припевом. В The Guardian назвали «Dancing» песней недели; Ханна Джей Дэвис назвала трек «сырым, но тем не менее танцевальным», сравнив его с композицией шведской певицы Робин «Dancing On My Own».
Рецензент сайта Express.co.uk Шон Китченер высказал мнение, что трек звучит сентиментальнее по сравнению с предыдущими работами Миноуг, но отметил, что он по-прежнему остаётся в традиционном для певицы стиле. Критик также выделил припев композиции, который «придётся по вкусу преданным поклонникам Миноуг». Брэдли Стерн с сайта MuuMuse посчитал, что «Dancing» не совсем то, что ожидали слушатели от Миноуг, при этом назвав песню «замечательным первым шагом в новый период». По мнению критика, трек подтверждает, что Миноуг будет продолжать выпускать композиции, которые у неё лучше всего получаются. Кэмерон Адамс из газеты The Northern Star выразила мнение, что не все поклонники певицы одинаково воспримут песню, сравнив её с альбомом Impossible Princess, который также вызвал неоднозначную реакцию. Однако, по мнению журналистки, выбрать «Dancing» первым синглом было разумным решением, так как это «один из наиболее типичных для Кайли треков в альбоме».
После выпуска альбома Golden некоторые рецензенты назвали песню одной из лучших на пластинке. Тим Сендра с сайта AllMusic высоко оценил композицию и похвалил Миноуг за способность создавать как современную поп-музыку, так и кантри. Ян Гормли из журнала Exclaim! также положительно отозвался о песне, назвав её «замечательным дополнением к арсеналу запоминающихся синглов Кайли». Обозреватель сайта Pitchfork Бен Кардью высказал мнение, что такие треки, как «Dancing» символизируют верность Миноуг данс-попу, назвав песню гениальной. Рецензент выделил «забавный однострочный припев, который прекрасно характеризует, как замечательная поп-песня может бросить вызов смерти».

## Коммерческий успех
«Dancing» впервые дебютировал в чарте Новой Зеландии, заняв седьмую строчку в региональном хит-параде синглов Heatseeker. Это первый сингл певицы, попавший в новозеландский чарт, после композиции «Timebomb» 2012 года, которая добралась до 33-й позиции в местном хит-параде. В Австралии песня дебютировала под номером 46. Также композиция возглавила независимый австралийский хит-парад. В итоге «Dancing» получил золотую сертификацию, означающую, что продажи сингла составили 35 000 экземпляров. В британском чарте синглов композиция дебютировала на 47-й строчке, после чего сразу же покинула чарт. Сингл вернулся в хит-парад после выпуска клипа, покинув его снова через две недели. После выступления Миноуг на телевидении песня вновь вернулась в чарт под номером 50, опустившись на следующей неделе на 61-ю строчку. Вскоре, после выпуска альбома Golden, композиция добралась до 38-й позиции, став 51-й песней Миноуг, попавшей в топ-40 хит-парада. Кроме того, сингл дебютировал на пятом месте в британском инди-чарте, занял одиннадцатую позицию в цифровом хит-параде синглов и добрался до 10-й строчки в шотландском сингловом чарте.
В Бельгии композиция дебютировала на 46-й позиции в хит-параде Валлонии, и добралась до 14-й строчки спустя пять недель. В чарте Фландрии песня добралась до 44-й позиции. Кроме того, композиция достигла пятой строчки в цифровых чартах Швеции и Финляндии, данные о которых предоставляет Billboard. Благодаря продвижению песни выступлениями в Германии композиция попала в немецкий чарт. Сингл занял 98-ю позицию, а позже добрался до 71-й. Также композиция попала в несколько европейских радиочартов, включая Венгрию, где заняла 17-ю строчку, и Польшу, заняв там 19-е место. В США сингл дебютировал в танцевальном чарте на 53-й строчке. Спустя одиннадцать недель композиция достигла вершины хит-парада, став 14-й песней Миноуг, возглавившей данный чарт.

## Видеоклип
Премьера видеоклипа на песню состоялась 1 февраля. Выпуску ролика предшествовал тизер, представляющий собой кадры со съёмок, который и подтвердил дату релиза. Режиссёром видео выступила Софи Мюллер. Съёмки проходили в концертном зале Лондона Bush Hall. Вдохновением для клипа послужило кантри. Клип является своего рода данью уважения таким исполнителям, как Долли Партон. В этом видео Миноуг вернулась к танцевальному стилю своих ранних работ. «Я всегда думала, что могу быстро выучить движения, но не в этот раз; однако к тому времени, когда мне пришлось танцевать со Смертью в конце, я уже всё выучила. И если это не отличная метафора на жизнь, то я не знаю, какая может быть ещё аналогия!» — рассказала певица журналу Rolling Stone.

## Выступления
Миноуг впервые исполнила «Dancing» на шоу Ant & Dec's Saturday Night Takeaway 24 февраля 2018 года. В марте того же года песня вошла в сет-лист промотура Kylie Presents Golden. 23 марта Миноуг исполнила композицию на Sport Relief, а 12 апреля она выступила с ней на немецкой музыкальной премии Echo Music Prize. 25 апреля Миноуг приняла участие в шоу Late Night with Seth Meyers, где исполнила «Dancing». Это было первое выступление певицы с данной песней на американском телевидении. Спустя два дня Миноуг исполнила композицию на шоу Good Morning America, а 30 апреля выступила с ней на The Late Late Show with James Corden.
В сентябре Миноуг исполнила песню на фестивале Radio 2 Live in Hyde Park, а также включила её в сет-лист гастрольного тура Golden Tour.

## Список композиций
| - CD / цифровая дистрибуция 1. «Dancing» — 2:58 - 7" винил 1. «Dancing» — 2:58 2. «Rollin'» — 3:32 - EP (цифровая дистрибуция) 1. «Dancing» — 2:59 2. «Dancing» (Anton Powers edit) — 3:04 3. «Dancing» (Illyus & Barrientos remix) — 5:41 4. «Dancing» (Initial Talk remix) — 3:44 | - Цифровая дистрибуция — Initial Talk remix 1. «Dancing» (Initial Talk remix) — 3:43 - Цифровая дистрибуция — Illyus & Barrientos remix 1. «Dancing» (Illyus & Barrientos Remix) — 5:41 - Цифровая дистрибуция — Anton Powers remix 1. «Dancing» (Anton Powers remix) — 5:06 2. «Dancing» (Anton Powers edit) — 3:04 - Цифровая дистрибуция — DIMMI remix 1. «Dancing» (DIMMI Remix) — 3:02 |

## Чарты
| Чарт (2018)                               | Высшая позиция |
| ----------------------------------------- | -------------- |
| Австралия (ARIA)                          | 46             |
| Австралия (Independent singles)           | 1              |
| Бельгия/Фландрия (Ultratop 50)            | 44             |
| Бельгия/Валлония (Ultratop 50)            | 14             |
| Великобритания (OCC UK Singles)           | 38             |
| Великобритания (OCC UK Singles Downloads) | 11             |
| Великобритания (OCC UK Indie)             | 5              |
| Венгрия (Single Top 40)                   | 17             |
| Германия (GfK)                            | 71             |
| Дания (Tracklisten)                       | 12             |
| Испания (PROMUSICAE)                      | 9              |
| Новая Зеландия (Heatseeker)               | 7              |
| Польша (Polish Airplay Top 100)           | 19             |
| Словакия (Rádio — Top 100)                | 56             |
| США (Billboard Dance Club Songs)          | 1              |
| Финляндия (Billboard Digital Songs)       | 5              |
| Хорватия (HRT)                            | 30             |
| Швеция (Billboard Digital Songs)          | 5              |
| Шотландия (OCC Scotland)                  | 10             |
| Эквадор (National-Report)                 | 54             |

| Чарт (2018)                      | Высшая позиция |
| -------------------------------- | -------------- |
| США (Billboard Dance Club Songs) | 37             |

| Регион | Сертификация | Продажи |
| --- | ------------ | ------- |
| Австралия (ARIA) | Золотой      | 35 000  |
| Великобритания (BPI) | —            | 64,609  |
| * Данные о продажах приведены только на основе сертификации. ^ Данные о тиражах приведены только на основе сертификации. |              |         |

## История релизов
| Страна         | Дата релиза     | Формат                                                     | Лейбл          |
| -------------- | --------------- | ---------------------------------------------------------- | -------------- |
| Мир            | 19 января 2018  | цифровое скачивание музыки, стриминг                       | Darenote       |
| Австралия      | 19 января 2018  | Contemporary hit radio                                     | Liberator, BMG |
| Италия         | 19 января 2018  | Contemporary hit radio                                     | BMG            |
| Великобритания | 19 января 2018  | Contemporary hit radio                                     | BMG            |
| Мир            | 23 февраля 2018 | цифровая дистрибуция, стриминг (Initial Talk remix)        | Darenote       |
| Мир            | 2 марта 2018    | цифровая дистрибуция, стриминг (Illyus & Barrientos remix) | Darenote       |
| Мир            | 9 марта 2018    | цифровая дистрибуция, стриминг (Anton Powers remix)        | Darenote       |
| Германия       | 6 апреля 2018   | грампластинка                                              | BMG            |
| США            | 6 апреля 2018   | грампластинка                                              | BMG            |